# 甦れ!青春ポップス
『甦れ!青春ポップス』（よみがえれ 青春ポップス）は、2017年10月8日から2018年3月25日までBS朝日で放送されていた音楽バラエティ番組である。BS朝日とPVIの共同製作。ヤマハ音楽振興会の単独提供。放送時間は毎週日曜 8:30 - 9:00 （日本標準時）。

## 概要
2017年6月から一部のヤマハ音楽教室で行われているシニア向けのプログラム「歌って踊れる青春ポップス」と連動した内容で放送。
番組は毎回「青春ポップス」のレパートリーから1曲を取り上げ、清水ミチコと六角精児がその曲のヒットした年の社会・文化・音楽シーン、曲の特徴、歌手にまつわるエピソードについてトークをする模様を放送。他に、作曲家の宮川彬良とコーラス隊の青春メジャー7 （せいしゅんメジャーセブン）が出演していた。宮川はゲストという扱いであったが、番組には毎回出演していた。

## 放送リスト
ここでは、各回の放送日・取り上げた曲・曲のヒットした年を挙げる。各回の詳細については、番組公式サイトの「バックナンバー」を参照。
| 2017年 | 2017年            | 2017年                                                | 2017年   |
| 放送回 | 放送日            | 取り上げた曲                                          | ヒット年 |
| ------ | ----------------- | ----------------------------------------------------- | -------- |
| #1     | 10月8日 10月22日  | ザ・ピーナッツ 「恋のバカンス」                       | 1963年   |
| #2     | 10月15日 10月29日 | 青い三角定規 「太陽がくれた季節」                     | 1972年   |
| #3     | 11月5日 11月19日  | ザ・スパイダース 「あの時君は若かった」               | 1968年   |
| #4     | 11月12日 11月26日 | 尾崎紀世彦 「また逢う日まで」                         | 1971年   |
| #5     | 12月3日 12月17日  | 森田公一とトップギャラン 「青春時代」                 | 1976年   |
| #6     | 12月10日 12月24日 | ジャッキー吉川とブルー・コメッツ 「ブルー・シャトウ」 | 1967年   |

| 2018年 | 2018年          | 2018年                                    | 2018年   |
| 放送回 | 放送日          | 取り上げた曲                              | ヒット年 |
| ------ | --------------- | ----------------------------------------- | -------- |
| #7     | 1月7日 1月21日  | 松田聖子 「青い珊瑚礁」                   | 1980年   |
| #8     | 1月14日 1月28日 | 井上陽水 「夢の中へ」                     | 1973年   |
| #9     | 2月3日 2月17日  | いしだあゆみ 「ブルー・ライト・ヨコハマ」 | 1968年   |
| #10    | 2月10日 2月24日 | 郷ひろみ 「よろしく哀愁」                 | 1974年   |
| #11    | 3月4日 3月18日  | 荒井由実 「卒業写真」                     | 1975年   |
| #12    | 3月11日 3月25日 | サザンオールスターズ 「いとしのエリー」   | 1979年   |

## スタッフ
- 構成：オグロテツロウ
- 撮影：金子徹、増田義彦、佐藤洋
- 撮影技術：小澤進司、坂口政也
- 照明：本田典史
- MA：目黒拓郎
- 編集：中垣宏親、丹美由紀
- AP：中村祐子
- フロアディレクター：加治木淳
- 演出：田島俊朗、増田洋一、大日方琢視
- プロデューサー：諸橋史明、遠藤隆広
- 制作：ビーエス朝日、PVI